# Guadiana (Província de Badajoz)
|  | Aquest article tracta sobre Guadiana, una població de la província de Badajoz. Vegeu-ne altres significats a «Riu Guadiana». |

Guadiana és un municipi pertanyent a la província de Badajoz (Extremadura). Guadiana es troba a 33 quilòmetres del cap de municipi.

## Toponímia
El topònim anterior, «Guadiana del Caudillo», feia referència al dictador Francisco Franco i al riu Guadiana. Després de la victòria del PSOE a les eleccions de 2019, el nou equip municipal en aplicació de la Llei de la memòria històrica, va eliminar la menció al dictador, de manera que el nom del municipi va quedar en Guadiana.

## Història
Guadiana va néixer el 1950, quan un total de 250 colons procedents d'Extremadura i d'Andalusia començaren a poblar en condicions precàries els barracons, que l'Institut Nacional de Colonització havia posat a la seva disposició, mentre s'acabava la construcció dels habitatges definitius. La inauguració del poble fou al maig del 1951, constituït com a poblat dependent de l'Ajuntament de Badajoz, fins que mitjançant el decret del 23 de juliol de 1971, es va constituir com a Entitat local menor.
El novembre del 2008 s'inicià el procés de segregació de Badajoz, amb el suport de la majoria dels veïns pel que s'estimava la independència cap al 2011. Malgrat això, la Junta d'Extremadura ha exigit que, perquè s'assoleixi el procés de segregació s'ha de complir la Llei de Memòria Històrica, eliminant la menció al Caudillo.

## Equip de Govern
- Alcalde: Francisco Moreno Pagador (PSOE).
- Tinent d'Alcalde i Regidor: María Isabel Moreno Jariego (PSOE).
- Regidors govern: Juan Manuel Tena Navarro (PSOE), Carmen Merino Sánchez (PSOE), Felipe Ibarra Sánchez (PSOE) i Alejandra Sánchez Rodríguez (PSOE).
- Regidors oposició: Antonio Pozo Pitel (VOX), José Andrés Gámez Gordillo (VOX), Marce Cuéllar Sánchez (VOX), Francisco Miguel Paiva Méndez (VOX) i Alicia Plaza Velasco (VOX)